# 薩納維龍島
68°9′S 67°5′W / 68.150°S 67.083°W
薩納維龍島（Sanavirón Island），是南極洲的島嶼，位於葛拉漢地西岸的法利埃海岸，處於奧德瑞島東南面，屬於德貝納姆群島的一部分，由阿根廷探險隊繪入地圖，現時由南極條約體系管理。